# París-Niça 1984
La París-Niça 1984 fou la 42a edició de la París-Niça. És un cursa ciclista que es va disputar entre el 7 i el 14 de març de 1984. La cursa fou guanyada per l'irlandès Sean Kelly de l'equip Skil-Reydel per davant de Stephen Roche (La Redoute) i Bernard Hinault (La Vie Claire). Kelly també s'emportà la classificació de la muntanya i de la regularitat i per equips guanyà el seu equip Skil-Reydel. Es donaren dos premis de la combativitat: Patrice Thévenard guanyà el de les etapes en línia i Bernard Hinault el de les crontrarrellotges.

## Participants
En aquesta edició de la París-Niça hi prengueren part 117 corredors dividits en 13 equips: Skil-Reydel, La Redoute, La Vie Claire, Sporting Lisboa-Raposteria, Peugeot-Shell-Michelin,  Panasonic, Safir-Van de Ven, Teka, Splendor-Mondial Moquette, Coop-Hoonved, Europ Decor-Boule d'Or, Système U i l'equip nacional amateur dels Països Baixos. La prova l'acabaren 87 corredors.

## Resultats de les etapes
| Etapes              | Data       | Recorregut                              | Km       | Vencedor d'etapa  | Líder de la general    |
| ------------------- | ---------- | --------------------------------------- | -------- | ----------------- | ---------------------- |
| Pròleg              | 7 de març  | Issy-les-Moulineaux (CRI)               | 4.9 km   | Bert Oosterbosch  | Bert Oosterbosch       |
| 1a etapa            | 8 de març  | Avallon - Chalon-sur-Saône              | 172 km   | Eddy Planckaert   | Jean-Luc Vandenbroucke |
| 2a etapa, 1r sector | 9 de març  | Chalon-sur-Saône - Bourbon-Lancy        | 101 km   | Sean Kelly        | Jean-Luc Vandenbroucke |
| 2a etapa, 2n sector | 9 de març  | Moulins-sur-Allier (CRE)                | 34 km    | Panasonic         | Jos Lammertink         |
| 3a etapa            | 10 de març | Moulins - Sant-Etiève                   | 190 km   | Noël Dejonckheere | Jos Lammertink         |
| 4a etapa, 1r sector | 11 de març | Aurenja - Mont Ventoux                  | 64 km    | Eric Caritoux     | Robert Millar          |
| 4a etapa, 2n sector | 11 de març | Saut - Miramas                          | 174.5 km | Francis Castaing  | Robert Millar          |
| 5a etapa            | 12 de març | Miramas - La Seyne-sur-Mer              | 174.5 km | Eddy Planckaert   | Sean Kelly             |
| 6a etapa            | 13 de març | La Seyne-sur-Mer - Mandelieu-la-Napoule | 182 km   | Stephen Roche     | Sean Kelly             |
| 7a etapa, 1r sector | 14 de març | Mandelieu-la-Napoule - Niça             | 94 km    | Bert Oosterbosch  | Sean Kelly             |
| 7a etapa, 2n sector | 14 de març | Niça - Coll d'Èze (CRI)                 | 11 km    | Sean Kelly        | Sean Kelly             |

## Etapes

### Pròleg
7-03-1984. Issy-les-Moulineaux, 4.9 km. CRI
|   | Ciclista               | Equip      | Temps  |
| - | ---------------------- | ---------- | ------ |
| 1 | Bert Oosterbosch       | Panasonic  | 5' 53" |
| 2 | Jean-Luc Vandenbroucke | La Redoute | + 4"   |
| 3 | Alain Bondue           | La Redoute | + 6"   |

### 1a etapa
8-03-1984. Avallon - Chalon-sur-Saône, 172 km.
|   | Ciclista          | Equip                  | Temps      |
| - | ----------------- | ---------------------- | ---------- |
| 1 | Eddy Planckaert   | Panasonic              | 4h 37' 38" |
| 2 | Eric Vanderaerden | Panasonic              | m. t.      |
| 3 | Francis Castaing  | Peugeot-Shell-Michelin | m. t.      |

### 2a etapa, 1r sector
9-03-1984. Chalon-sur-Saône - Bourbon-Lancy 101 km.
|   | Ciclista         | Equip                  | Temps      |
| - | ---------------- | ---------------------- | ---------- |
| 1 | Sean Kelly       | Skil-Reydel            | 2h 41' 03" |
| 2 | Eddy Planckaert  | Panasonic              | m. t.      |
| 3 | Francis Castaing | Peugeot-Shell-Michelin | m. t.      |

### 2a etapa, 2n sector
9-03-1984. Moulins-sur-Allier 34 km. CRE
|   | Equip                  | Temps    |
| - | ---------------------- | -------- |
| 1 | Panasonic              | 41' 49"  |
| 2 | Peugeot-Shell-Michelin | + 37"    |
| 3 | Safir-Van de Ven       | + 1' 17" |

### 3a etapa
10-03-1984. Moulins-sur-Allier - Sant-Etiève 190 km.
Es puja el coll de Charmes.
|   | Ciclista          | Equip         | Temps      |
| - | ----------------- | ------------- | ---------- |
| 1 | Noël Dejonckheere | Teka          | 4h 54' 25" |
| 2 | Sean Kelly        | Skil-Reydel   | m. t.      |
| 3 | Dries Klein       | Països Baixos | m. t.      |

### 4a etapa, 1r sector
11-03-1984. Aurenja - Mont Ventoux, 64 km.
|   | Ciclista        | Equip                  | Temps      |
| - | --------------- | ---------------------- | ---------- |
| 1 | Eric Caritoux   | Skil-Reydel            | 2h 02' 16" |
| 2 | Robert Millar   | Peugeot-Shell-Michelin | + 21"      |
| 3 | Raimund Dietzen | Teka                   | + 41"      |

### 4a etapa, 2n sector
11-03-1984. Saut - Miramas, 96 km.
|   | Ciclista         | Equip                  | Temps      |
| - | ---------------- | ---------------------- | ---------- |
| 1 | Francis Castaing | Peugeot-Shell-Michelin | 2h 17' 01" |
| 2 | Eddy Planckaert  | Panasonic              | m. t.      |
| 3 | Sean Kelly       | Skil-Reydel            | m. t.      |

### 5a etapa
12-03-1984. Miramas - La Seyne-sur-Mer, 174.5 km.
Es puja el coll de l'Espigoulier. A 40 km de meta la cursa queda aturada momentaneament per una manifestació. Hinault és empès i cau a terra; la seva reacció és donar cops de puny als manifestants.
|   | Ciclista        | Equip         | Temps      |
| - | --------------- | ------------- | ---------- |
| 1 | Eddy Planckaert | Panasonic     | 5h 01' 57" |
| 2 | Sean Kelly      | Skil-Reydel   | m. t.      |
| 3 | Bernard Hinault | La Vie Claire | m. t.      |

### 6a etapa
13-03-1984. La Seyne-sur-Mer - Mandelieu-la-Napoule, 182 km.
Es puja el coll del Tanneron.
|   | Ciclista        | Equip         | Temps      |
| - | --------------- | ------------- | ---------- |
| 1 | Stephen Roche   | La Redoute    | 5h 06' 49" |
| 2 | Bernard Hinault | La Vie Claire | + 23"      |
| 3 | Sean Kelly      | Skil-Reydel   | m. t.      |

### 7a etapa, 1r sector
14-03-1984. Mandelieu-la-Napoule - Niça, 94 km.
|   | Ciclista               | Equip                     | Temps      |
| - | ---------------------- | ------------------------- | ---------- |
| 1 | Bert Oosterbosch       | Panasonic                 | 2h 33' 31" |
| 2 | Jean-Luc Vandenbroucke | La Redoute                | + 14"      |
| 3 | Rudy Matthijs          | Splendor-Mondial Moquette | m. t.      |

### 7a etapa, 2n sector
14-03-1984. Niça - Coll d'Èze, 11 km. CRI
Kelly porta 10" a Roche a mitjan pujada però a meta només li guanya per un segon. Tot i això, s'emporta una altra París-Niça.
|   | Ciclista      | Equip       | Temps   |
| - | ------------- | ----------- | ------- |
| 1 | Sean Kelly    | Skil-Reydel | 20' 41" |
| 2 | Stephen Roche | La Redoute  | + 1"    |
| 3 | Eric Caritoux | Skil-Reydel | + 2"    |

## Classificacions finals

### Classificació general
|    | Ciclista          | Equip                  | Temps       |
| -- | ----------------- | ---------------------- | ----------- |
| 1  | Sean Kelly        | Skil-Reydel            | 29h 41' 50" |
| 2  | Stephen Roche     | La Redoute             | + 12"       |
| 3  | Bernard Hinault   | La Vie Claire          | + 1' 46"    |
| 4  | Michel Laurent    | Coop-Hoonved           | + 2' 35"    |
| 5  | Phil Anderson     | Panasonic              | + 2' 53"    |
| 6  | Robert Millar     | Peugeot-Shell-Michelin | + 3' 39"    |
| 7  | Frédéric Vichot   | Skil-Reydel            | + 3' 52"    |
| 8  | Eric Caritoux     | Skil-Reydel            | + 4' 01"    |
| 9  | Steven Rooks      | Panasonic              | + 4' 11"    |
| 10 | Jean-Claude Bagot | Skil-Reydel            | + 4' 33"    |

## Evolució de les classificacions
| Etapa (Vencedor)                       | Classificació general  |
| -------------------------------------- | ---------------------- |
| 0Pròleg (Bert Oosterbosch)             | Bert Oosterbosch       |
| 0Etapa 1 (Eddy Planckaert)             | Jean-Luc Vandenbroucke |
| 0Etapa 2, 1r sector (Sean Kelly)       | Jean-Luc Vandenbroucke |
| 0Etapa 2, 2n sector ( Panasonic)       | Jos Lammertink         |
| 0Etapa 3 (Noël Dejonckheere)           | Jos Lammertink         |
| 0Etapa 4, 1r sector (Eric Caritoux)    | Robert Millar          |
| 0Etapa 4, 2n sector (Francis Castaing) | Robert Millar          |
| 0Etapa 5 (Eddy Planckaert)             | Sean Kelly             |
| 0Etapa 6 (Stephen Roche)               | Sean Kelly             |
| 0Etapa 7, 1r sector (Bert Oosterbosch) | Sean Kelly             |
| 0Etapa 7, 2n sector (Sean Kelly)       | Sean Kelly             |